# Миноносцы типа V-1
Миноносцы типа V-1 — тип миноносцев (по официальной классификации — больших миноносцев), состоявший на вооружении Военно-морского флота Германии в период Первой мировой войны. Корабли строились по программе 1911 года. Всего было построено 6 миноносцев этого типа (ещё 2 миноносца было построено для ВМС Греции). «Флотское лобби», возглавляемое адмиралом Лансом, настояло на том, чтобы начиная с 1911 года в кораблестроительные программы включались только миноносцы меньшего размера. По сравнению с типом V-186 ухудшилась мореходность. Поэтому новые миноносцы на германском флоте прозвали «калеки адмирала Ланса».

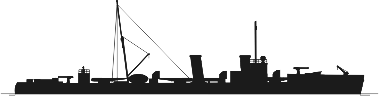
силуэт

## Конструкция
Миноносцы имели очень тесные помещения. Из-за тесноты не удалось более или менее нормально разместить запасы топлива. Вследствие в плохую погоду было невозможно израсходовать весь уголь, так как часть приходилось подавать в кочегарки из кормовых угольных ям.

### Энергетическая установка
На кораблях типа в качестве ГЭУ была установлена паротурбинная ЭУ мощностью 17 000 л. с., состоящая из 2 турбин, 3 военно-морских угольных котлов и 1 военно-морского нефтяного котла. Максимальные запасы топлива на эсминцах типа составляли 107 тонн угля и 78 тонн нефти.

### Вооружение
Миноносцы вооружались двумя одноствольными 88-мм орудиями. Торпедное вооружение эсминцев состояло из четырёх однотрубных палубных поворотных 500-мм торпедных аппаратов, минное вооружение — из 18 мин заграждения.

## Модернизация
Германские миноносцы типа V-1 (программы 1911 года) имели полное водоизмещение 697 тонн, скорость хода до 32 узлов, два 88/30-мм орудия и четыре одиночных 500-мм торпедных аппаратов — в то время как английские эсминцы типа «Laforey» при полном водоизмещении до 1130 тонн и скорости 29 узлов вооружались тремя 102/45-мм орудиями, и несли два спареных 533-мм торпедных аппарата. Германские миноносцы несли 107 тонн угля и 78 тонн нефти, дальность плавания составляла 1190 миль на 17 узлах. «Англичане» имели до 260 тонн нефти, и дальность 2450 миль на ходу 15 узлов, а на Lark, Landrail, Laverock и Linnet дальность плавания составила до 2850 миль на 15 узлах, благодаря редукторной передаче экономичность их машин была выше.
Германские корабли были миноносцами, а британские — контр-миноносцами, предназначенными в первую очередь для службы при эскадре, охранения и борьбы с вражескими миноносцами. Даже внешний вид у них существенно различался: «англичане» имели высокий полубак в четверть длины корпуса, обеспечивавший хорошую мореходность. У «немцев» полубак имел длину в одну шестую длины корпуса и заканчивался перед рубкой. По обе стороны полубака здесь стояли носовые однотрубные торпедные аппараты, способные стрелять под острым углом к курсу корабля — на практике в открытом море они сильно заливались водой.
На основе военного опыта изменились германские взгляды на тактическое применение миноносцев. Миноносцы должны были не только проводить торпедные атаки на большие корабли, но и должны были вести артиллерийский бой с эсминцами противника. Снаряд немецкой пушки весил 9,6 кг при начальной скорости 616 м/с, что было терпимо, по сравнению с 11,4 кг и 700 м/с британских 102 мм пушек, но начиная с 1912 года на британские эсминцы ставились орудия Mk IV со снарядом 14,1 кг и начальной скоростью 720 м/с, ещё хуже германская пушка выглядела на фоне 102 мм орудий перевооружённых «Доброволецев» с 17,5 кг снарядами и начальной скоростью 820 м/с.
Поэтому морской генеральный штаб поддержал просьбу командующего морскими силами Балтийского моря вооружить большие миноносцы более сильной артиллерией, необходимой для борьбы с подводными лодками и сторожевой службы в Балтийском море, поскольку это допускали конструкция и остойчивость кораблей. Первые 105 мм пушками для миноносцев были готовы к осени 1915 года. Ими решили перевооружить часть цестершореров и вооружать новые большие миноносцы тремя 105 мм орудиями. «Калеки» к весне 1916 были перевооружены с 88-мм/30 на освободившиеся 88-мм/45 с большей скоростью снаряда. Немецкое 88-мм 45-калиберное орудие образца 1913 года имело снаряд весом в 10 кг с начальной скоростью 750 м/с, при весе унитарного патрона 15 кг, максимальной скорострельности 15 выстрелов в минуту и дальности 9900 метров на возвышении в 20°. Английское 102/40-мм орудие Mk IV имело снаряд весом 14,1 кг при весе унитарного патрона 21,5 кг и максимальной скорострельности 13 выстрелов в минуту. Дальность стрельбы была примерно такой же — 9600 метров на 20°.

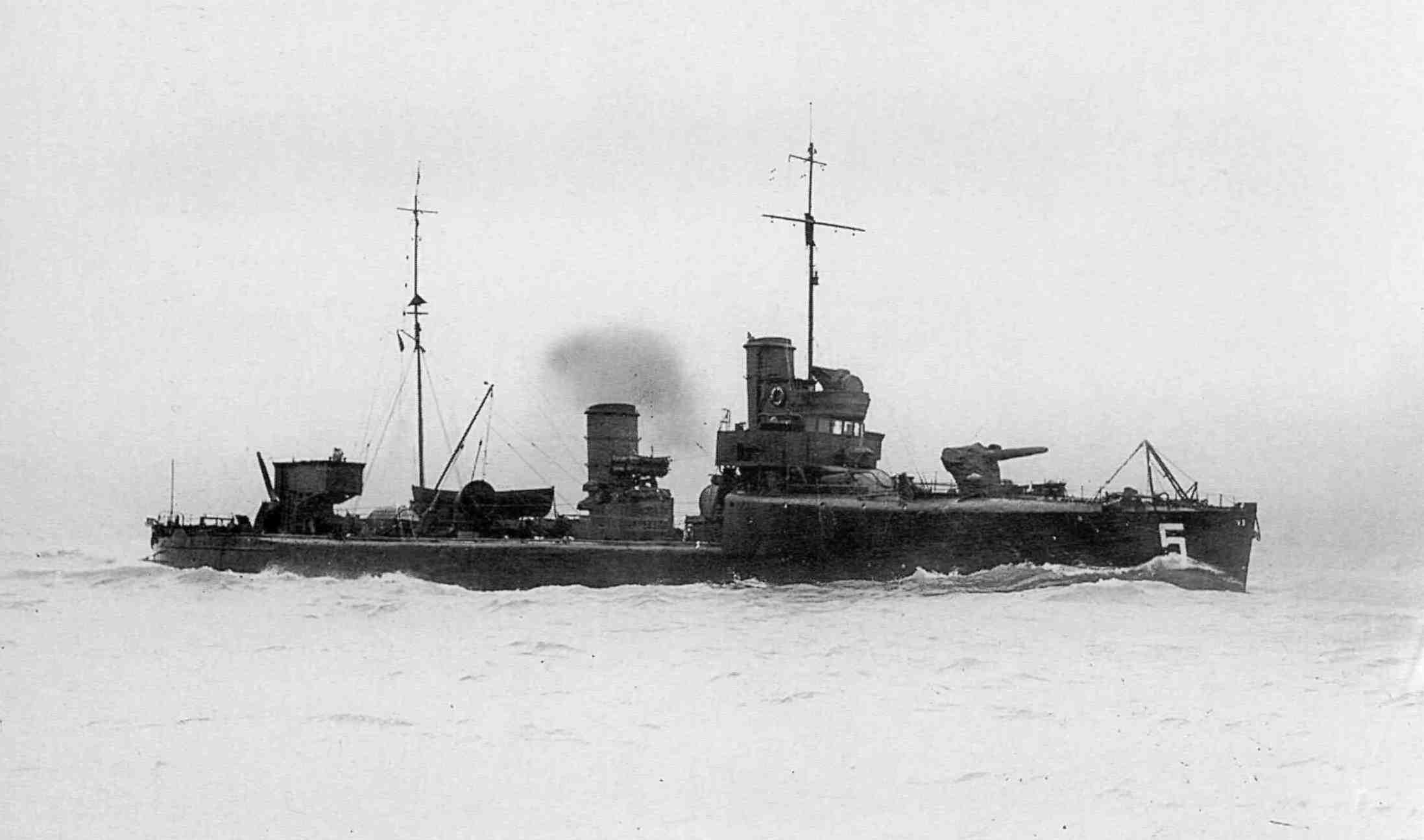
V 5 после 1920 года

В 1921—1922 гг. на судоверфи в Вильгельмсхафене несколько миноносцев были модернизированы. Стандартное/полное водоизмещение миноносцев повысилось до 670/763 тонн соответственно. Осадка возросла до 3,23 м. Вместо старых котлов были установлены 2 нефтяных военно-морских котла, 1 военно-морской нефтяной двусторонний котёл. Дальность плавания повысилась до 1750 миль на 17-узловой скорости хода. Запас топлива был увеличен до 150 т угля и 77 т нефти. Старое вооружение было заменено на два 105-мм орудия и два 500-мм торпедных аппарата.

## Список миноносцев типа
| Название | Дата закладки | Дата спуска на воду | Дата вступления в состав флота | Примечания    |
| -------- | ------------- | ------------------- | ------------------------------ | ------------- |
| V-1      | 1911          | 11 сентября 1911    | 12 января 1912                 |               |
| V-2      | 1911          | 14 октября 1911     | 28 марта 1912                  |               |
| V-3      | 1911          | 15 ноября 1911      | 2 мая 1912                     |               |
| V-4      | 1911          | 23 декабря 1911     | 15 июня 1912                   |               |
| V-5      | 1912          | 25 апреля 1912      | 17 июля 1913                   |               |
| V-6      | 1912          | 25 апреля 1912      | 17 мая 1913                    |               |
| V-5(1)   | 1911          | январь 1912         | июль 1912                      | продан Греции |
| V-6(1)   | 1911          | февраль 1911        | июль 1912                      | продан Греции |

## Оценка проекта
Миноносец V-1 и пять его собратьев были меньше предшественников на сотню тонн водоизмещения и короче на 3,5 м, а их более низкий корпус в бурном море полностью заливался водой. Не лучшим образом влияла на мореходность и унаследованная от предшественников «яма» между полубаком и рубкой с торчащими вперед торпедными аппаратами. Служить на «калеках Ланса» (как прозвали новый тип миноносцев) оказалось сущей пыткой: и койки, и пища — все насквозь пропитывалось соленой водой, навевая воспоминания о крохотных «жестянках» времен шестовых мин. За первой шестеркой потянулась целая вереница «инвалидов», всего 24 единицы, причем ни одной из знаменитых фирм, включая «Шихау», не удалось добиться от своей продукции приемлемой мореходности. Обновленный вариант стандартного эсминца возвращал ситуацию на пять лет назад и не содержал сколь-нибудь заметных преимуществ. Американский исследователь Фрост относил их к кораблям второй линии, которые могли принимать ограниченное участие в войне.
| Основные тактико-технические элементы миноносцев, построенных в 1911—1912 годах |                 |                  |                           |              |                |                     |                   |
| Тактико-технические элементы                                                    | «Новик», Россия | «Acasta», Англия | «Balaton», Австро-Венгрия | V1, Германия | «Drayton», США | «Bouclier», Франция | «Ямаказе», Япония |
| Нормальное водоизмещение, т                                                     | 1280            | 920              | 800                       | 569          | 740            | 700                 | 1150              |
| Скорость хода, проектная / на испытаниях, уз                                    | 36/36,3         | 32/33,5          | 32/33                     | 32,5/33,6    | 29,5/31,5      | 32/35,4             | 31,5/33,5         |
| Количество орудий — калибр, мм / длина ствола, калибры                          | 4—102/60        | 3—102/40         | 2— 100/50, 6 — 66/45      | 2—88/30      | 5—76/50        | 2—100/45, 4—65/50   | 2—120/40, 3—76/40 |
| Торпедное вооружение: количество аппаратов × количество труб — калибр, мм       | 4 × 2—450       | 2 × 2—533        | 2 × 2—450                 | 4 × 1—500    | 3 × 2—450      | 2 × 2—450           | 3 × 1—457         |